# لوئیجی کانسونی
لوئیجی کانسونی (انگلیسی: Luigi Consonni؛ زادهٔ ۷ فوریهٔ ۱۹۷۷) بازیکن فوتبال اهل ایتالیا است.
از باشگاه‌هایی که در آن بازی کرده‌است می‌توان به باشگاه فوتبال کوزنتسا کالچو، باشگاه فوتبال یوونتوس، باشگاه فوتبال سالرنیتانا، باشگاه فوتبال پیستویزه، باشگاه فوتبال ناپولی، و باشگاه فوتبال اسپال اشاره کرد.